# Valer Cosma
Valer Cosma (n. 1888, Drăghia, Maramureș]- d. 1970, Ileanda) a fost un deputat în Marea Adunare Națională de la Alba Iulia, organismul legislativ reprezentativ al „tuturor românilor din Transilvania, Banat și Țara Ungurească”, cel care a adoptat hotărârea privind Unirea Transilvaniei cu România, la 1 decembrie 1918.

## Biografie
Valer Cosma, a fost hirotonit în 1915 în parohia greco-catolică Dabaceni. A fost ales delegat al cercului electoral Ileanda Mare la Marea Adunare Națională. În 1940, Valer Cosma este expulzat de către autoritățile hortiste în Banat unde rămâne până în 1945. Aici servește ca preot în parohia Hisias. În perioada 1951-1952, Valer Cosma este trimis la canal.
În anul 1968 primește medalia comemorativă „50 de ani de la Unire”.